# Радваничский сельсовет
Радва́ничский сельсове́т (бел. Радваніцкі сельсавет) — административная единица на территории Брестского района Брестской области Белоруссии. Административный центр — агрогородок Большие Радваничи.

## Состав

— Населённые пункты Радваничского сельсовета

В состав сельсовета входят 1 агрогородок и 3 деревни:
| Населённый пункт  | Статус      | Площадь, км² | Население | Население | +/–   | СОАТО         | Координаты                      |
| Населённый пункт  | Статус      | Площадь, км² | 2009      | 2019      | +/–   | СОАТО         | Координаты                      |
| ----------------- | ----------- | ------------ | --------- | --------- | ----- | ------------- | ------------------------------- |
| Большие Радваничи | агрогородок | 1,8805       | 436       | 392       | ▼ 44  | 1 212 837 006 | 52°02′02″ с. ш. 24°00′19″ в. д. |
| Малые Радваничи   | деревня     | 2,39         | 541       | 697       | ▲ 156 | 1 212 837 011 | 52°02′19″ с. ш. 23°59′19″ в. д. |
| Михалин           | деревня     | 0,4718       | 17        | 26        | ▲ 9   | 1 212 837 016 | 51°59′54″ с. ш. 23°56′58″ в. д. |
| Франополь         | деревня     | 1,1169       | 77        | 89        | ▲ 12  | 1 212 837 021 | 52°03′52″ с. ш. 23°59′36″ в. д. |
| ВСЕГО             | ВСЕГО       | ВСЕГО        | 1071      | 1204      | ▲ 133 |               |                                 |

Источник: 